# Хайнрих V (Мекленбург)
Вижте пояснителната страница за други личности с името Хайнрих V.
Хайнрих V фон Мекленбург (на немски: Heinrich V, Herzog zu Mecklenburg, der Friedfertige; * 3 май 1479; † 6 февруари 1552) е херцог на Мекленбург (1503 – 1520) в Мекленбург-Шверин (1520 – 1552).

## Произход и управление
Той е първият син на херцог Магнус II фон Мекленбург (1441 – 1503) и съпругата му принцеса София Померанска (1460 – 1504), дъщеря на херцог Ерих II от Померания († 1474).
Хайнрих управлява от 1503 г. заедно с братята си Ерих II (1483 – 1508) и Албрехт VII (1486 – 1547) и с чичо си Балтазар (1451 – 1507). През 1520 г. подписва договор с брат си Албрехт. Хайнрих управлява в Шверин и Албрехт в Гюстров.Хайнрих не участва във войните.
Умира на 6 февруари 1552 г. като вярващ и миролюбив княз.

## Фамилия
Първи брак: на 12 декември 1505 г. с Урсула фон Бранденбург (17 октомври 1488 – 18 септември 1510), дъщеря на курфюрст Йохан фон Бранденбург. Те имат децата:
- Магнус III (1509 – 1550), херцог на Мекленбург-Шверин, администратор на епископство Шверин, от 1532 епископ на Шверин
- София (1508 – 1541), ∞ херцог Ернст I фон Брауншвайг-Люнебург
- Урсула († 1586), последната абатеса в манастир Рибнитц.

Втори брак: на 12 юни 1513 г. с Хелена фон Пфалц (1493– 4 август 1524), дъщеря на курфюрст Филип фон Пфалц. Те имат децата:
- Филип (1514 – 1557), херцог на Мекленбург-Шверин
- Маргарета (1515 – 1559), ∞ 1537 херцог Хайнрих II фон Мюнстерберг-Оелс (1507 – 1548)
- Катарина (1518 – 1581), ∞ 1538 херцог Фридрих III фон Лигница (1520 – 1570).

Трети брак: на 14 май 1551 г. с Урсула († сл. 1565, Минден), дъщеря на херцог Магнус I фон Саксония-Лауенбург и съпругата му Катарина фон Брауншвайг-Волфенбютел. Бракът е бездетен.